# اینگرید ساندال
اینگرید ساندال (انگلیسی: Ingrid Sandahl؛ ۵ نوامبر ۱۹۲۴ – ۱۵ نوامبر ۲۰۱۱) ژیمناست هنری اهل سوئد بود.